# Bessel-Punkt

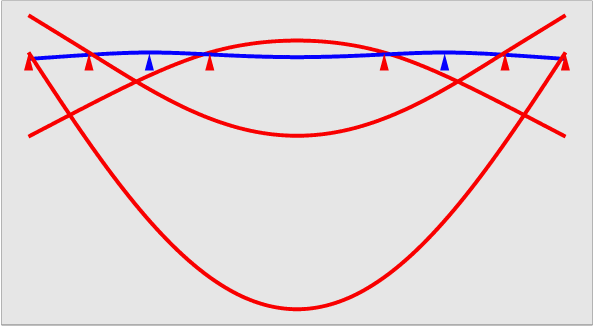
Verbiegung (stark überhöht) eines gleichmäßig belasteten Balkens für verschiedene Paare von Auflagepunkten; blau: Bessel-Punkte

Die Bessel-Punkte sind die beiden symmetrisch angeordneten Auflagerungspunkte eines Längsträgers, bei denen dieser die geringstmögliche schwerkraftbedingte Verformung erfährt. Die optimalen Bedingungen für diese minimale Verformung können nach unterschiedlichen Kriterien definiert werden. Erstmals berechnet wurden derartige Punkte von Friedrich Wilhelm Bessel im Zusammenhang mit Normierungen von Längenmaßen bei der Definition des preußischen Maßsystems. In Normen der Längenmesstechnik werden Bessel-Punkte als Auflagepunkte definiert, welche die Längenänderung eines gebogenen Lineals in der Messebene minimieren.

## Biegelinie
Die Berechnungsgrundlage für die Auflagerpositionen liefert die Balkentheorie 1. Ordnung (schubstarrer Balken gemäß der Bernoullischen Annahmen). Hieraus leitet sich eine Funktion für die Durchbiegung {\displaystyle w(x)} des Balkens in Abhängigkeit der Längenkoordinate {\displaystyle x} ab – die Biegelinie. Für den relevanten Fall eines gleichmäßig belasteten, symmetrischen Balkens der Länge L auf zwei Auflagern (mit Abstand a vom jeweiligen Trägerende) ergeben sich drei Bereiche (I, II, III), welche jeweils mit einer Polynomfunktion vierten Grades beschrieben werden können. In der Klappbox ist die Herleitung der Abschnitte I (0 ≤ x ≤ a) und II (a ≤ x ≤ L – a) dargestellt.

## Optimale Lagerungspunkte nach verschiedenen Definitionen

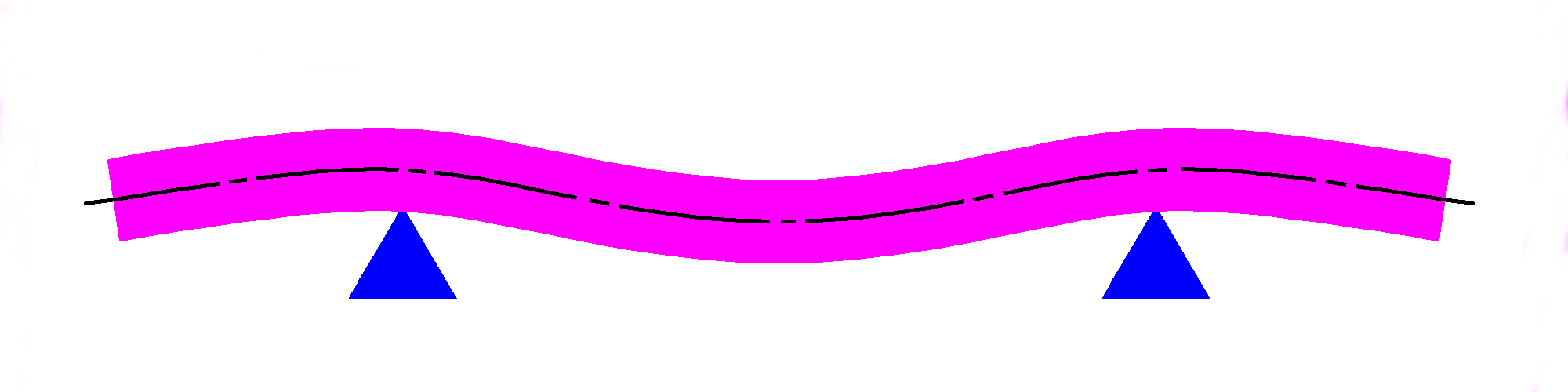
Lagerung eines Balkens auf Bessel-Punkten: geringste Balken-Verkürzung (gemessen an den Balkenenden in Höhe der neutralen Ebene)

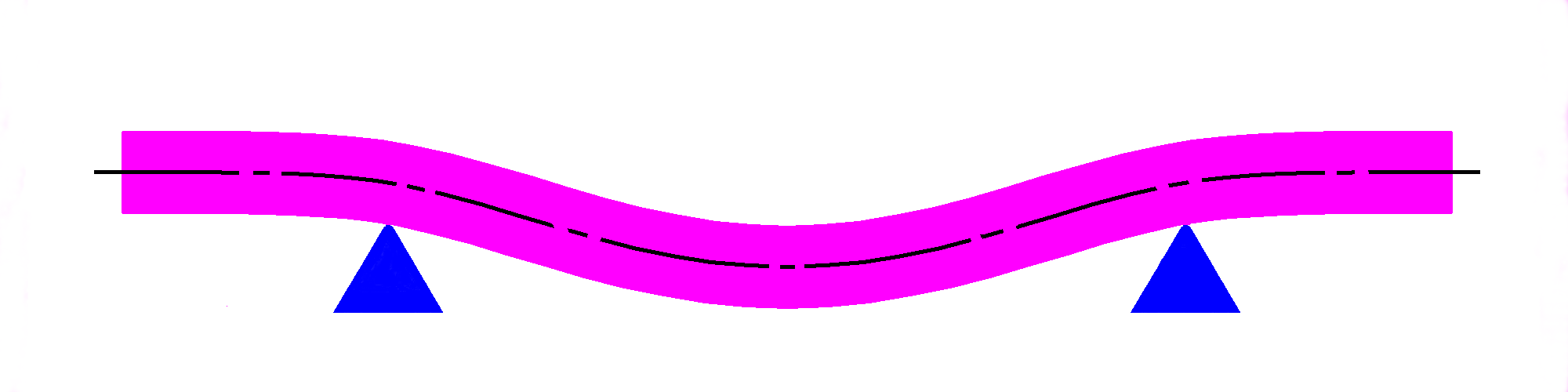
Lagerung eines Balkens auf Airy-Punkten: parallele Balken-Endflächen

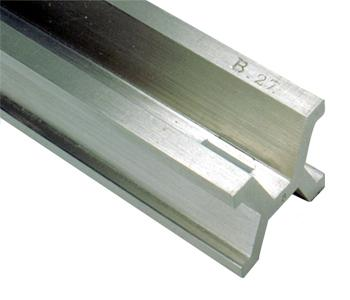
Beispiel für ein horizontales Strichmaß: Kopie Nr. 27 des Urmeters von 1889 für die USA

Wenn ein homogener und über seine gesamte Länge gleichmäßig belasteter, prismatischer Balken auf zwei Stützstellen lagert, unterliegt er einer schwerkraftbedingten Verformung, die auch eine Verkürzung seiner Länge mit sich bringt. Für den einfachsten Fall der Lagerung auf zwei Stützstellen, die jeweils den gleichen Abstand {\displaystyle a} von den Enden des Trägers mit der Gesamtlänge {\displaystyle L} haben, wurden gemäß der Balkentheorie 1. Ordnung die Verhältniswerte {\displaystyle a/L} für die jeweils optimalen Lagerpositionen nach verschiedenen Kriterien berechnet (siehe Tabelle).
| Optimierungskriterium | Erläuterung | Erläuterung                                                                                              |
| Optimierungskriterium | {\displaystyle a/L-}Wert (numerisch) | Bedingung für Biegelinie und ggfs. exakte Lösung                                                         |
| Minimale Längenverkürzung (Enden der neutralen Faser) | | |
| --- | --- | --- |
| Minimale Längenverkürzung (Enden der neutralen Faser) | Friedrich Wilhelm Bessel bestimmte die Position der Auflager für die geringste Längenverkürzung des Trägers in seiner mittleren Fläche, der neutralen Ebene. Das Längenkriterium war für Bessel wichtig, weil er sich mit der Lagerung von Messstangen beschäftigte, die mit dem Normal des preußischen Längenmaßes verglichen werden sollten. Wird zur Längenkalibrierung ein horizontales Strichmaß wie z. B. das Urmeter von 1889 (X-förmiger Querschnitt mit Strich-Markierungen auf der neutralen Ebene) verwendet, so kann mit dieser a/L-Konfiguration die größtmögliche Genauigkeit erzielt werden. | |
| Minimale Längenverkürzung (Enden der neutralen Faser) | {\displaystyle \approx 0{,}22031} | {\displaystyle {\frac {\mathrm {d} }{\mathrm {d} x}}\left(\int _{0}^{L}(w')^{2}\,\mathrm {d} x\right)=0} |
| Minimale Längenverkürzung (Enden der Randfaser) | | |
| Im gleichen Zusammenhang bestimmte Bessel auch die Lageposition für die geringste Längenveränderung an der Oberfläche, an der die Skala der Messstange eingraviert ist. Für diesen Fall stehen die Endflächen des Trägers zueinander parallel, d. h. die Winkeländerung der Enden wird ebenfalls minimiert. Endmaße wie die Urmeter von 1795 und 1799, deren Gesamtlänge als Abstand zwischen ihren Endflächen definiert ist, müssen mit diesem Lagerabstand unterstützt werden. Zu Ehren von George Biddell Airy, der sich ebenfalls mit der Problematik beschäftigte, werden diese Positionen in der Literatur als „Airy-Punkte“ bezeichnet. | | |
| {\displaystyle \approx 0{,}211325} | {\displaystyle w'(0)=w'(L-a)=0\quad \Rightarrow \,a/L={\tfrac {1}{2}}-{\tfrac {1}{2{\sqrt {3}}}}} | |
| Minimaler Wert des Durchbiegungsmaximums | | |
| Eine minimale Biegung über die gesamte Trägerlänge wird erreicht, wenn die Durchbiegungen in der Mitte und an den Enden des Balkens identisch sind. | | |
| {\displaystyle \approx 0{,}223149} | {\displaystyle w(0)=w(L/2)=w(L)} | |
| Null-Biegung in der Balkenmitte | | |
| Bei dieser Lagerung nimmt die Durchbiegung in der Balkenmitte den Wert 0 an. | | |
| {\displaystyle \approx 0{,}238613} | {\displaystyle w(L/2)=0\quad \Rightarrow \,a/L={\sqrt {\tfrac {15}{2}}}-{\tfrac {5}{2}}} | |
| Null-Biegung am Balkenende | | |
| Sollen die Balkenenden im Vergleich zum Niveau der Auflagerpunkte nicht durchgebogen sein, gilt diese Lagerung. | | |
| {\displaystyle \approx 0{,}214175} | {\displaystyle w(0)=w(L)=0} | |
| Minimale mittlere Durchbiegung | | |
| Die minimale mittlere Durchbiegung über die gesamte Länge erhält man durch das Kriterium einer minimalen Formänderungsenergie. Es ergeben sich horizontale Tangenten an den Auflagern (Betragsgleichheit der dort wirkenden Biegemomente). | | |
| {\displaystyle \approx 0{,}224745} | {\displaystyle w'(a)=w'(L-a)=0\quad \Rightarrow \,a/L={\sqrt {\tfrac {3}{2}}}-1} | |
| Minimales Biegespannungsmaximum | | |
| Für die geringste maximale Biegespannung des Trägers mit der Streckenlast {\displaystyle q_{ges}} ist das Biegemoment an den Stützstellen {\displaystyle M_{b}(a)} und {\displaystyle M_{b}(L-a)} betragsgleich dem Biegemoment {\displaystyle M_{b}(L/2)} in der Trägermitte. | | |
| {\displaystyle \approx 0{,}207107} | {\displaystyle \|M_{b}(a)\|=\|M_{b}(L-a)\|=\|M_{b}(L/2)\|\quad \Rightarrow \,a/L={\tfrac {1}{\sqrt {2}}}-{\tfrac {1}{2}}} | |
| Null-Krümmung im Bereich der halben Balkenlänge | | |
| Bei dieser Art der Lagerung bildet sich im Verlauf der Biegelinie des Trägers ein Bereich aus, in dem diese nicht bzw. kaum gekrümmt ist. Dies kann von Interesse sein, wenn in der Mitte des Trägers eine möglichst ebene Auflagefläche erwünscht ist. | | |
| {\displaystyle =0{,}25} | {\displaystyle w''(L/2)=0\quad \Rightarrow \,a/L={\tfrac {1}{4}}} | |

## Lagerung von Messplatten
Geschliffene und polierte Präzisions-Messplatten (aus Hartgestein wie Granit) finden Verwendung als Basis für Kontroll-, Montage- und Laborzwecke. Die Durchbiegung aufgrund ihres hohen Eigengewichtes kann durch eine Besselsche 3-Punkt-Lagerung minimiert werden. Es gilt dabei die vereinfachte Konvention, dass sich 2 Auflagepunkte um jeweils 22 % der Länge sowie 22 % der Breite von den Außenkanten entfernt befinden müssen. Diesen gegenüberliegend ist der dritte Punkt im Abstand von 50 % der Breite und 22 % der Länge von den jeweiligen Rändern anzuordnen.